# (200365) 2000 QX38
(200365) 2000 QX38 es un asteroide perteneciente al cinturón de asteroides descubierto el 24 de agosto de 2000 por el equipo del Lincoln Near-Earth Asteroid Research desde el Laboratorio Lincoln, Socorro, Nuevo México, Estados Unidos.

## Designación y nombre
Designado provisionalmente como 2000 QX38.

## Características orbitales
2000 QX38 está situado a una distancia media del Sol de 3,163 ua, pudiendo alejarse hasta 3,395 ua y acercarse hasta 2,932 ua. Su excentricidad es 0,073 y la inclinación orbital 9,843 grados. Emplea 2055,38 días en completar una órbita alrededor del Sol.

## Características físicas
La magnitud absoluta de 2000 QX38 es 15. Tiene 6,064 km de diámetro y su albedo se estima en 0,058. 